# Lumas (Galerie)

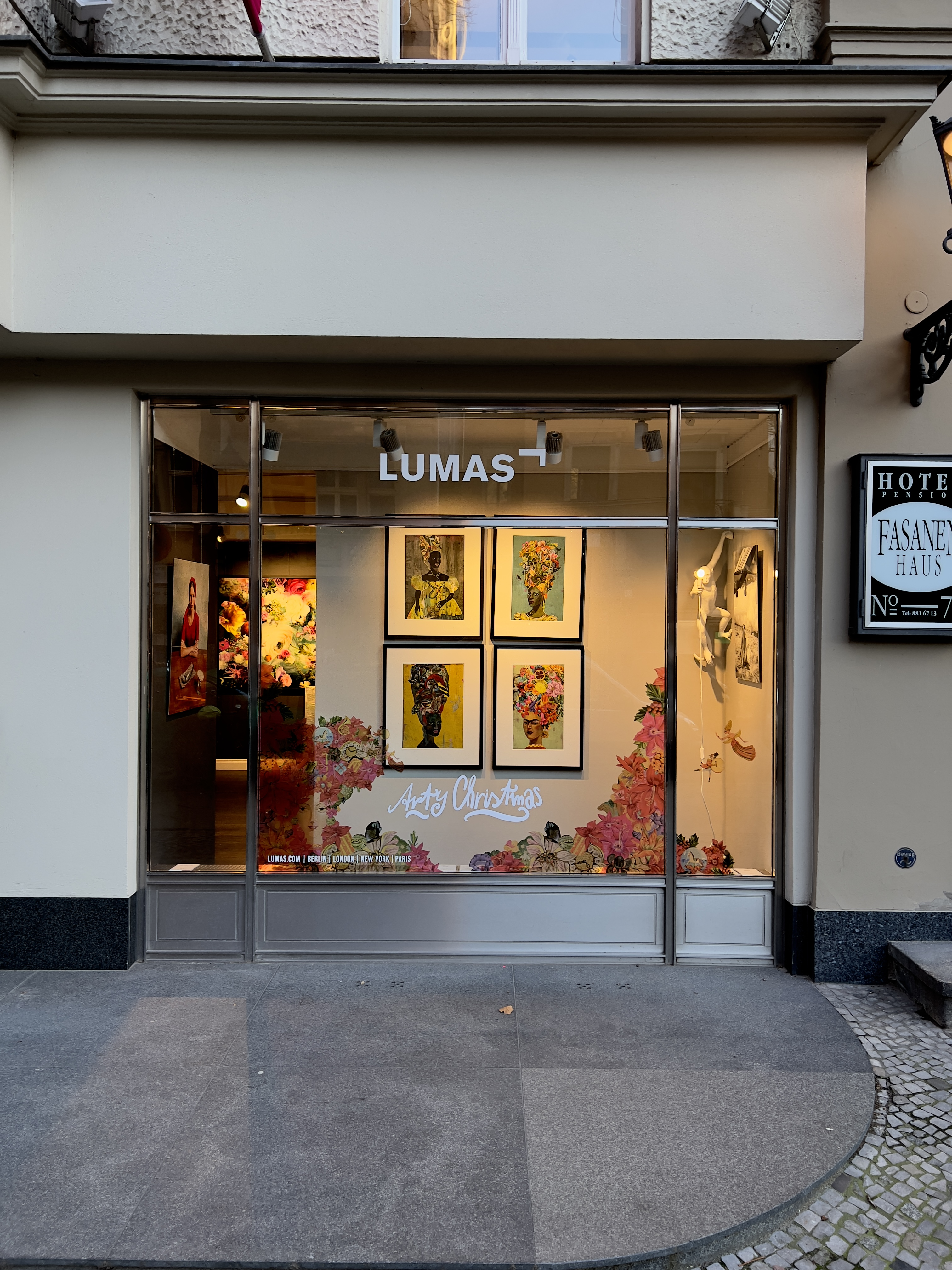
Lumas Galerie Berlin

Die Lumas Art Editions GmbH ist eine Galeriekette und ein Onlinehandel für zeitgenössische Kunst mit dem Schwerpunkt auf Fotografie, die 2004 von Stefanie Harig und Marc Alexander Ullrich in Berlin gegründet wurde. Das Unternehmen, das sich selbst „Editionsgalerie“ nennt, verkauft die Werke nicht als Unikate, sondern als Reproduktionen in großer Auflage.

## Konzept
Das Konzept Edition, bei dem handsignierte Drucke von Kunstwerken dadurch günstiger zu erwerben sind als Unikate, ist im Kunsthandel schon seit den 1960er Jahren üblich. Nach dem Motto „viel Kunst zu erschwinglichen Preisen“ bietet Lumas in hoher Auflage produzierte und signierte Bilder vornehmlich verschiedenster zeitgenössischer Fotografen im Online-Handel und in Galerieläden an. Editionen werden in einer Stückzahl von 75 bis 150 und mehr aufgelegt. Ein Großteil wird erst auf Bestellung hergestellt.

## Unternehmensgeschichte
Im November 2004 eröffneten Stefanie Harig und Marc Alexander Ullrich die erste Galerie in Berlin in der Oranienburger Straße. Später zog die Galerie in die Hackeschen Höfe um. Es folgten drei weitere Standorte in Hamburg, München und Düsseldorf sowie eine Dependance in der Fasanenstraße in Berlin-Charlottenburg. Die Reproduktionen ließ das Unternehmen von der Icony Media GmbH in Frechen herstellen, die an der Galeriekette beteiligt war (Stand: 2008). Produktionspartner von Lumas ist das Fotolabor Whitewall. Im Jahr 2013 übernahm die schwedische Beteiligungsgesellschaft EQT die Mehrheit am Unternehmen, während sich die Gründer aus dem Tagesgeschäft zurückzogen. 2019 kauften Harig und Ulrich die Anteile zurück. Nach eigenen Angaben erwirtschaftete das Unternehmen 16,7 Millionen Euro im Jahr 2012, ein Drittel des Umsatzes wurde im Onlinehandel erzielt. 2021 wurde bei einem Umsatz von 24,5 Mio. € ein Jahresüberschuss von 2,8 Mio. € erwirtschaftet. Im Jahr 2023 betrug der Umsatz 27 Mio. €
Zeitweise war Lumas mit Galerieläden in etwa 40 Großstädten weltweit vertreten. Sie wurden in einem Franchise-System betrieben. 2024 waren es nach eigenen Angaben 19 Galerien in Deutschland, Europa und Nordamerika.
Nach eigenen Angaben hat das Unternehmen etwa 550 Künstler unter Vertrag und mehr als 33 Millionen Euro als Lizenzen an diese ausgeschüttet. (Stand: Dezember 2024)

## Rezeption
Das Unternehmen habe einen neuen Weg der Vermarktung von künstlerischer Fotografie eingeschlagen und stehe zwischen dem Kunstmarkt und dem kommerziellen Markt. Während das Konzept des in den ersten Jahren schnell wachsenden Unternehmens einige prominente Fürsprecher aus der Kunstszene fand, so lobte es der Fotograf Floris Michael Neusüss als „demokratischen Ansatz“, lehnte es der Gründungsdirektor des Hauses der Photographie in Hamburg F. C. Gundlach ab. Der Fotografie sei immer wieder vorgeworfen worden, ein endlos multiplizierbares Medium zu sein. Die vielen durch Lumas in Umlauf gebrachten signierten Blätter, würden die Wahrnehmung der Fotografie als bildende Kunst entwerten. Tobias Zielony kritisierte, dass ihm bei Lumas die Auseinandersetzung mit dem Kunst-Diskurs fehle. Für Künstler sei es auch ungünstig, wenn ihre Werke für immer in den Wohnzimmern der Käufer verschwinden. Sammler würden sie eventuell auch an Ausstellungen und Museen verleihen.
Hans Abbing, Kulturwissenschaftler an der Erasmus-Universität Rotterdam, stellt das Konzept von Lumas in den Zusammenhang eines veränderten Kunstverständnisses und Kunstkonsums im Internet und in den sozialen Medien. Die Plattform präsentiere sowohl ernste als auch populäre Kunst. Die traditionellen Grenzen zwischen „wahrer Kunst“ und „nicht wirklich Kunst“ seien aufgehoben. Obwohl das Unternehmen keine Originale verkaufe, seien die Läden kommerziellen Galerien für ernste Kunst sehr ähnlich, mit dem Unterschied, dass man eine breitere Mischung von Arbeiten vorfinde. So seien viele ihrer Besucher keine traditionellen Kunstliebhaber, sondern Käufer aus der Mittelschicht. Laut dem Wirtschaftswissenschaftler H. Dieter Dahlhoff findet ein Begriff von „Kunst“, der auf die Einzigartigkeit eines Kunstobjektes abstellt, für eine quantitativ sehr zahlreiche Gruppe von Nachfragenden kaum Beachtung. Ihr Bedarf an künstlerischen Arbeiten für die Ausstattung von Büros, Praxen und privaten Wohnungen werde u. a. durch die Lumas-Editionen gedeckt.

## Veröffentlichungen
- Liberation of Arts. 20 Years of Lumas, teNeues Verlag, Augsburg 2024, ISBN 978-3-96171-629-6.
- Heike Dander (Hrsg.): Collecting Fine Art Photography. The Lumas portfolio, 3 Bände, teNeues Verlag:
  - Band 1, 2008, Highlights of the Lumas portfolio, ISBN 978-3-8327-9264-0;
  - Band 2, 2011, ISBN 978-3-8327-9529-0;
  - Band 3, 2013, ISBN 978-3-8327-9734-8.

## Weiterführende Literatur
- Felix M. Michl: Ein bemerkenswertes Marktphänomen: LUMAS. In: ders.: Die limitierte Auflage. Rechtsfragen zeitgenössischer Fotokunst.  Heidelberg University Publishing, 2017, ISBN 978-3-946054-08-5, S. 62–68. (Buch zum Herunterladen)